# Jüdischer Friedhof (Uhlířské Janovice)
Koordinaten: 49° 52′ 29,3″ N, 15° 3′ 41,9″ O

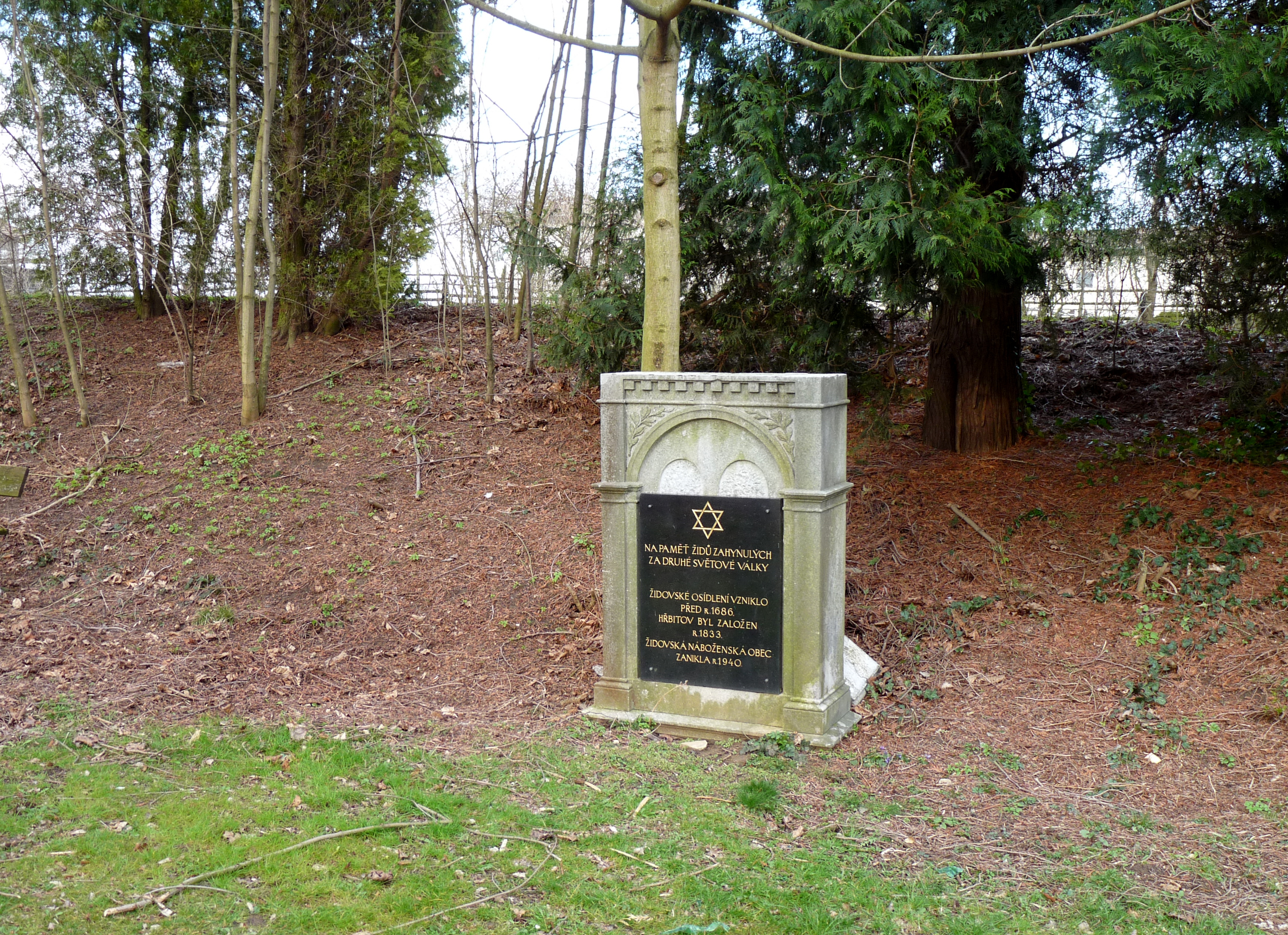
Jüdischer Friedhof in Uhlířské Janovice

Der Jüdische Friedhof in Uhlířské Janovice (deutsch Kohljanowitz), einer tschechischen Stadt im mittelböhmischen Okres Kutná Hora, wurde in den 1830er angelegt. Der jüdische Friedhof südlich des Ortes ist ein geschütztes Kulturdenkmal.
Auf dem Friedhof sind nur noch wenige Grabsteine erhalten.